# Trị Bộ Tỉnh (Nhật Bản)
Trị Bộ Tỉnh (治部省 Jibū-shō) là một bộ trong Triều đình Nhật Bản thời phong kiến. Nó được hình thành trong cuộc cải cách Taika và hệ thống "luật lệnh" (Ritsuryō). Trước đó tên của bộ là Osamuru-tsukasa. Trị Bộ Tỉnh được thành lập trong thời kỳ Asuka và được chính thức hóa trong thời kỳ Heian.
Chức năng của Trị Bộ Tỉnh là lo việc nghi thức, nghi lễ quản lý bản chất nghi thức của mối quan hệ với Trung Quốc, Triều Tiên và các quốc gia khác, và chăm sóc mộ phần Hoàng gia.
Trị Bộ Tỉnh có Đường danh là Lễ Bộ và Hòa danh là Osamurutsukasa (おさむるつかさ).

## Nhìn chung
Nghi lễ của Hoàng gia Nhật Bản thay đổi dần theo năm tháng.
Trị Bộ Tỉnh có nhiệm vụ trông coi và xác định luật lệ, lễ nghi cho các gia đình quý tộc công khanh hàng ngũ phẩm trở nên.

## Lịch sử
Bản chất nghi thức của Hoàng gia Nhật Bản thay đổi dần theo năm tháng.

## Cấp bậc
Vào thế kỷ thứ 18, các vị trí cao nhất trong Trị Bộ Tỉnh là:
- Trị Bộ khanh (治部卿 Jibu-kyō?).[3]
- Trị Bộ Đại phụ (治部大輔 Jibu-taifu?).[4]
- Trị Bộ Thiếu phụ (治部少輔 Jibu-shō?).[4]
- Trị Bộ Đại thừa (治部大丞 Jibu-dai-shō?).[4]
- Trị Bộ Thiếu thừa (治部少丞 Jibu-shō-shō?).[4]
- Trị Bộ Đại lục (治部大録 Jibu-no-dai-sakan?).[4]
- Trị Bộ Thiếu lục (治部少録 Jibu-no-shō-sakan?).[4]
- Nhã Nhạc đầu (雅楽頭 Uta-no-kami?).[4]
- Nhã Nhạc trợ (雅楽助 Uta-no-suke?).[4]
- Nhã Nhạc duẫn (雅楽允 Uta-no-jō?).[5]
- Nhã Nhạc thuộc (雅楽属 Uta-no-sakan?), hai vị trí.[5]
- Huyền Phồn đầu (玄蕃頭 Genba-no-kami?). Chức vụ này có chức năng đón tiếp các sứ thần Trung Hoa, Triều Tiên và phiên dịch cho họ.[5]
- Huyền Phồn trợ (玄蕃助 Genba-no-suke?).[5]
- Huyền Phồn duẫn (玄蕃允 Genba-no-jō?), hai vị trí.[5]
- Huyền Phồn thuộc (玄蕃属 Genba-no-sakan?), hai vị trí.[5]
- Chư Lăng đầu (諸陵頭 Shoryō-no-kami?), hai vị trí.[5]
- Chư Lăng trợ (諸陵助 Shoryō-no-suke?), hai vị trí.[5]
- Chư Lăng duẫn (諸陵允 Shoryō-no-jō?), hai vị trí.[5]
- Chư Lăng thuộc (諸陵属 Shoryō-no-sakan?), hai vị trí.[5]